# Grevenbicht
Grevenbicht (Limburgs: Beeg) is een kerkdorp in het zuiden van Nederlands Limburg, deel uitmakend van de parochie Grevenbicht-Papenhoven in de gemeente Sittard-Geleen. Het aantal is 2.260 inwoners in 2024, waar dit in 2023 nog 2.300 was (bron: gemeente Sittard-Geleen). Grevenbicht was tot 1982 een zelfstandige gemeente. Van 1982 tot 2001 maakte het deel uit van de gemeente Born. 
In de jaren vijftig van de twintigste eeuw (van 1953 tot begin jaren 60) raakte Grevenbicht landelijk en zelfs internationaal bekend vanwege de daar gehouden Wereldvrijgezellencongressen, een grote noviteit destijds, op initiatief van Ger Greijn, gemeentesecretaris van de voormalige gemeente Grevenbicht. Grevenbicht is tegenwoordig vooral bekend vanwege de grote jaarlijkse Sacramentsprocessie op Pinkstermaandag. Tot 1992 was er de bekende Revue van Theater Komiek onder leiding van Chel Savelkoul. In 2024 werden in Grevenbicht enkele evenementen georganiseerd in het teken van 100 jaar Chel Savelkoul.

## Ligging
Grevenbicht ligt met Obbicht en Papenhoven ingeklemd tussen het Julianakanaal en de Maas. Aan de andere kant van de Maas ligt het Belgische grensplaatsje Rotem (deelgemeente van Dilsen-Stokkem). Door het dorp loopt de Kingbeek, die uitmondt in de Maas. Het dorp Papenhoven is met Grevenbicht samengegroeid en op enige afstand ligt het gehucht Schipperskerk dat er sterk op georiënteerd is.

### Grensmaas
De Nieuwe Grensmaas is het project dat de Maas tussen Maastricht en Roosteren veiliger en aantrekkelijker zal maken. De Maas wordt daarbij vooral verbreed.
Bij Grevenbicht zal in de Maasbocht een nevengeul gegraven worden, waardoor er een soort eiland ontstaat. Op dit eiland zal niet gegraven worden vanwege de ernstige bodemverontreiniging. Ten noorden van Grevenbicht, ter hoogte van de Koeweide, zal de Maas ook flink verbreed worden. Het is de bedoeling dat aan de oevers nieuwe natuurgebieden ontstaan. De werkzaamheden aan de Grensmaas vinden gespreid plaats tussen 2012 en 2022.

## Wapen
Met een schrijven ‘van wege den Koning’, gedateerd 2 juli 1870, werd de gemeente Grevenbicht (Hertogdom Limburg) gerechtigd tot het gebruik van een wapen 'omschreven en getekend zijnde een schild van lazuur (blauw) beladen (gevuld) met eene kapel met drie gedekte torens van zilver (wit) en omgeven van het randschrift Gemeente Grevenbicht'.
De voorstelling verwijst mogelijk naar een vroegere Heilig Kruiskapel, maar zekerheid hierover is er niet. De veronderstelling dat de drie torens op de rooms-katholieke, de protestantse en de joodse gezindten in Grevenbicht zou duiden, is evenmin met bewijzen te staven.
Bij de herindeling in 1982 werden in het oude gemeentewapen van Born voldoende gemeenschappelijke elementen van de drie deelgemeenten aanwezig geacht, op grond waarvan het wapen van de voormalige gemeente Born kon worden gehandhaafd.

## Naam
De oudste vermelding van Grevenbicht ('Grevenbiecht') stamt uit 1400. Volgens een recente opvatting is de naam ontstaan uit des greven Bucht / Bygt, wat betekende 'het aan de graaf (van Loon) behorende' bicht. Op oude landkaarten wordt de naam als ’s Grevenbucht’ (Jacob van Deventer 1536) geschreven of ’s Greven Bycht’ (Schroten 1573). Het nabij liggende Obbicht heeft hetzelfde grondwoord als Grevenbicht. Nadat twee gelijknamige nederzettingen waren ontstaan, aangeduid als Bicht of Biecht, werden ze met het voorvoegsel Op- en Greven- van elkaar onderscheiden. Bicht verwijst waarschijnlijk naar de oorspronkelijke ligging van de plaatsen bij een bocht in de Maas. 

Volgens sommigen staat het naamdeel -bicht voor 'drassige, lage grond'. Volgens een recente verklaring is dit echter op te vatten als het (Nieuwnederlandse) 'bocht', in dialect bucht, wat hier dan betekende: ‘gesloten omheining’.
In 2004, met de toevoeging van de Limburgse vertaling van de plaatsnamen op de plaatsnaamborden in Limburg en dus ook in de gemeente Sittard-Geleen ontstond er in Grevenbicht veel verzet tegen de spelling hiervan. Op advies van de Vereniging Veldeke was de officiële spelling "Beech", terwijl men in Grevenbicht de mening toegedaan was dat dit Beeg moest zijn, omdat dit al eeuwen zo werd gespeld. Uiteindelijk trokken de Beegtenaren aan het langste eind en werd de plaatsnaam op de borden gewijzigd in Beeg.

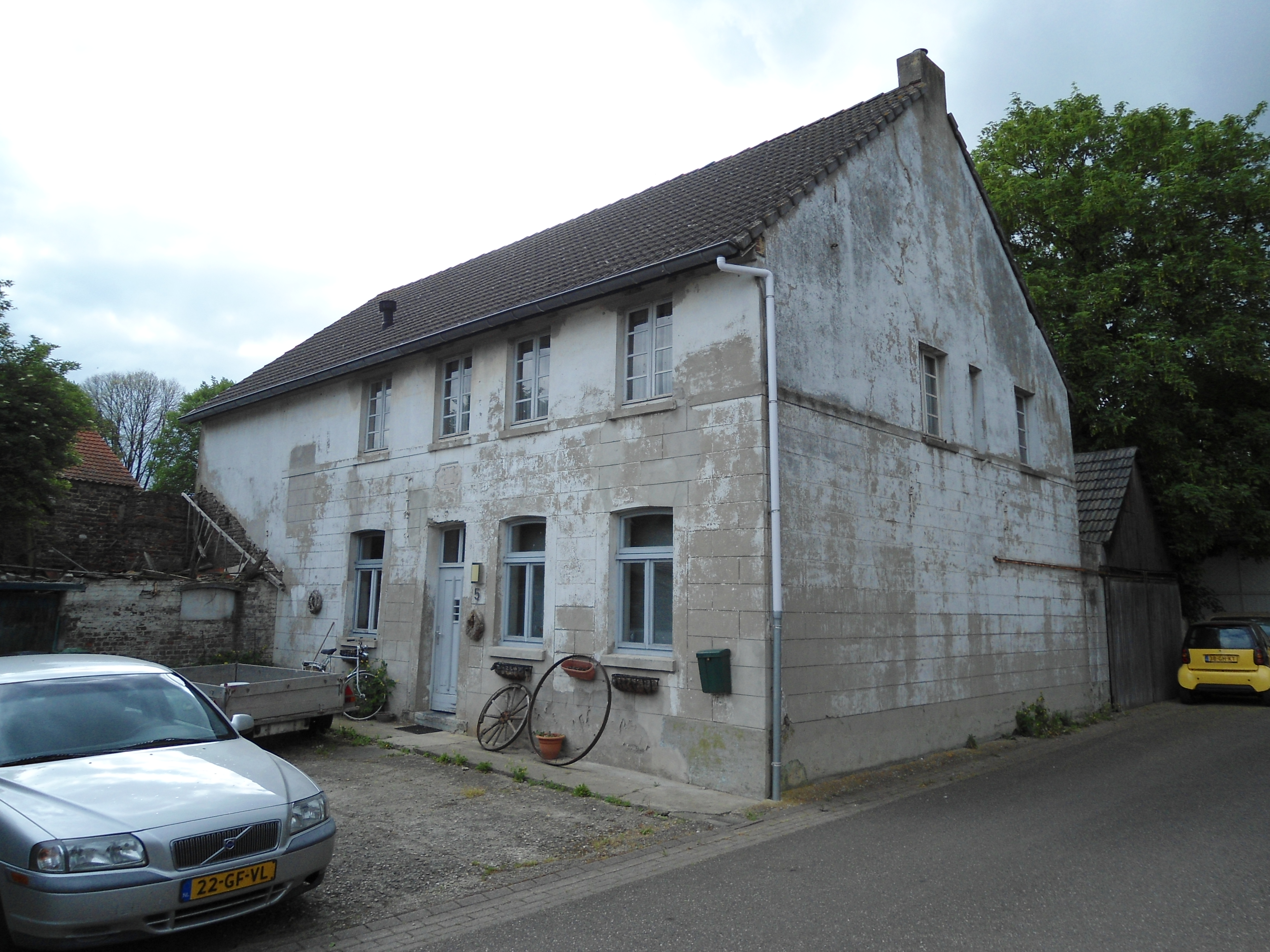
Het pand Watermolenstraat 5 te Grevenbicht, dat op de voorgevel is voorzien van het jaartal 1753.

## Geschiedenis
Opgravingen van Romeinse vondsten (onder andere in 1948) bewijzen dat er in de deze periode al menselijke activiteit was op de plek die eeuwen later Grevenbicht zou heten. Mogelijk was nabij Grevenbicht een knooppunt van Romeinse (handels)wegen. Zeker is dat er een heiligdom was, aangezien er brokstukken van zeker drie Jupiterzuilen zijn gevonden.
Het huidige Grevenbicht is ontstaan in de middeleeuwen en werd omstreeks 1400 voor het eerst vermeld. In het begin van de veertiende eeuw was Grevenbicht een vrije heerlijkheid in het bezit van Godfried van Heinsberg. In de loop van die eeuw kwam deze heerlijkheid met Heinsberg in bezit van het Graafschap Gulik, later Hertogdom Gulik, en zou de naam Grevenbicht zijn ontstaan, ter onderscheid van het zuidelijker gelegen Obbicht.
In 1840 had de gemeente Grevenbicht 189 huizen met 951 inwoners.

### Tramgeschiedenis
In oktober 1922 begon de Limburgsche Tramweg-Maatschappij in de Maasbocht ten zuidwesten van het dorp met het winnen van grind. In 1924 werd deze grinderij en het dorp per tram met Roermond verbonden via Roosteren en Echt. De tram kwam van de Schinkelkuildeweg en draaide naar het zuiden naar de Hoppenhofjeslaan waar de tramhalte lag. Na de halte liep het spoor door met een bocht naar het westen en ging de trambaan via de Kuppelkovenderstraat en Heuvelsweg naar de grinderij bij Op het Schar. De enkelsporige tramlijn had een wisselplaats bij de tramhalte en een bij de Heuvelsweg. De grinderij werd tot 1927 gebruikt en in de jaren erna werd de put gedempt met onder meer grond die ten oosten van de tunnel in Sittard was gewonnen. In 1931 werd de tramlijn Roermond - Sittard uitgebreid met een verbinding tussen Buchten en station Sittard. Een tramrit naar Sittard duurde 22 minuten. (Vergelijk: met de huidige buslijn 16 is de ritduur op dit traject twintig minuten.) In 1932 werd vanwege de aanleg van het Julianakanaal de tramlijn over de Sluis Born gelegd en reden de trams niet meer over de Schinkelkuildeweg. Deze laatste aanpassing is slechts kort gebruikt, want in 1933 werd het tramvervoer naar Grevenbicht gestaakt en de sporen opgebroken om vervangen te worden door vervoer per bus en vrachtwagen. Het duidelijkste restant van deze geschiedenis is te zien vanaf de boerderij Schinkelkuildeweg 50 naar het oosten: Een stuk overwoekende baanlichaam zonder spoor van bijna 200 meter dat een meter boven het maaiveld ligt.

## Bezienswaardigheden
- Sint-Catharinakerk, van 1907
- Voormalige Protestantse kerk, van 1851
  - Protestantse pastorie, van 1899
- Joodse begraafplaats, op en nabij een Romeinse grafheuvel
- Joods monument, zie Joodse gemeenschap in Grevenbicht
- Grevenbichtermolen, een watermolen op de Kingbeek
- In Grevenbicht-Papenhoven zijn er drie Mariakapelletjes: Mariakapel aan de Beelaertsstraat-Tomberstraat, Mariakapel aan de Merker-Eyckstraat en de Mariakapel aan de Houtstraat-Rozenlaan.
- Kruiskapel aan Achter de Kruiskapel bij 41, betreedbare kapel van 1913, op de plaats van een grotere voorganger, voorloper van de Sint-Catharinakerk, die in 1907 gesloopt werd. Gerestaureerd in 2007.
- Kerkhofkapel op de begraafplaats

Zie ook
- Lijst van rijksmonumenten in Grevenbicht
- Lijst van gemeentelijke monumenten in Grevenbicht

## Galerij

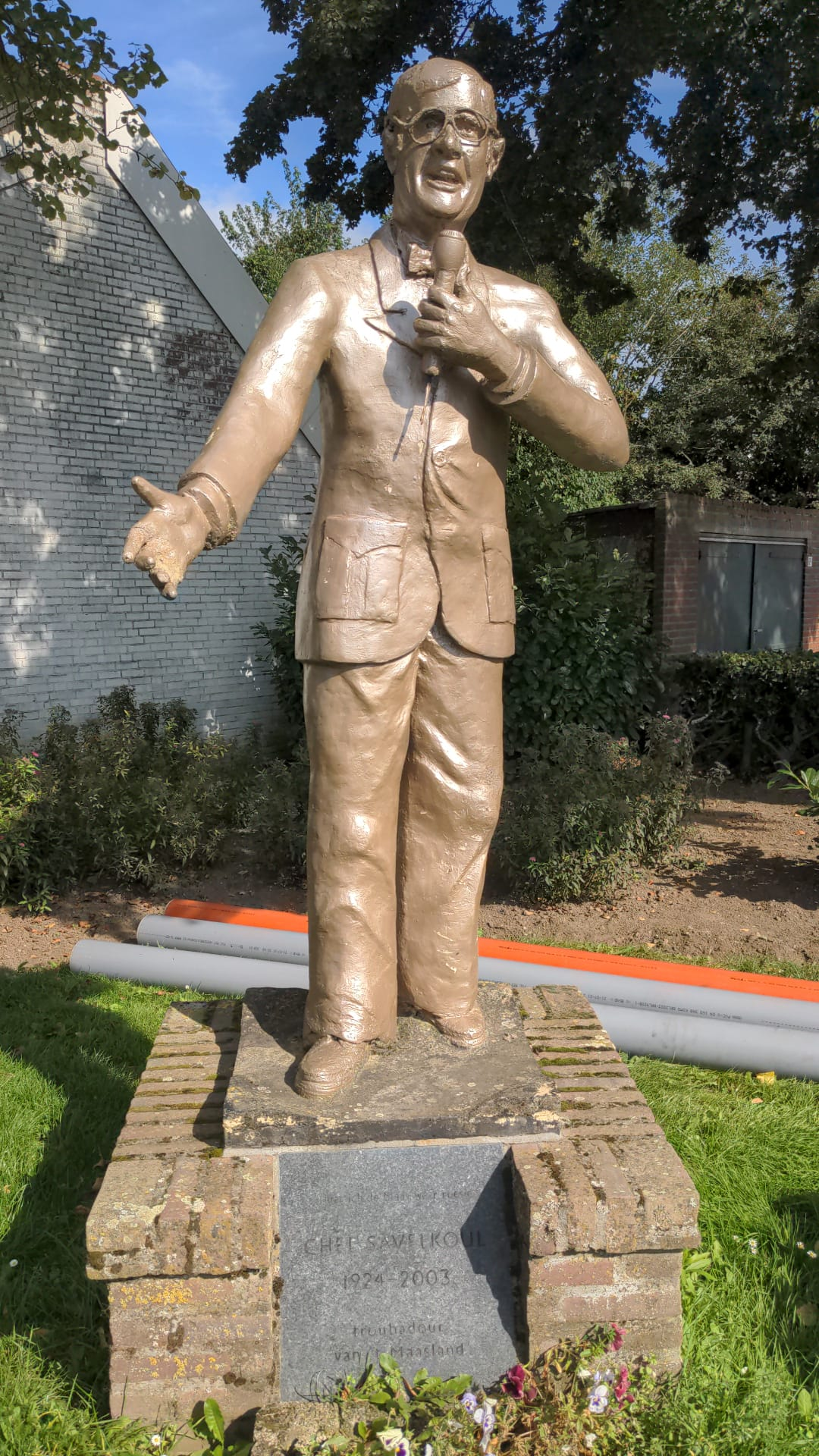
Chel Savelkoul
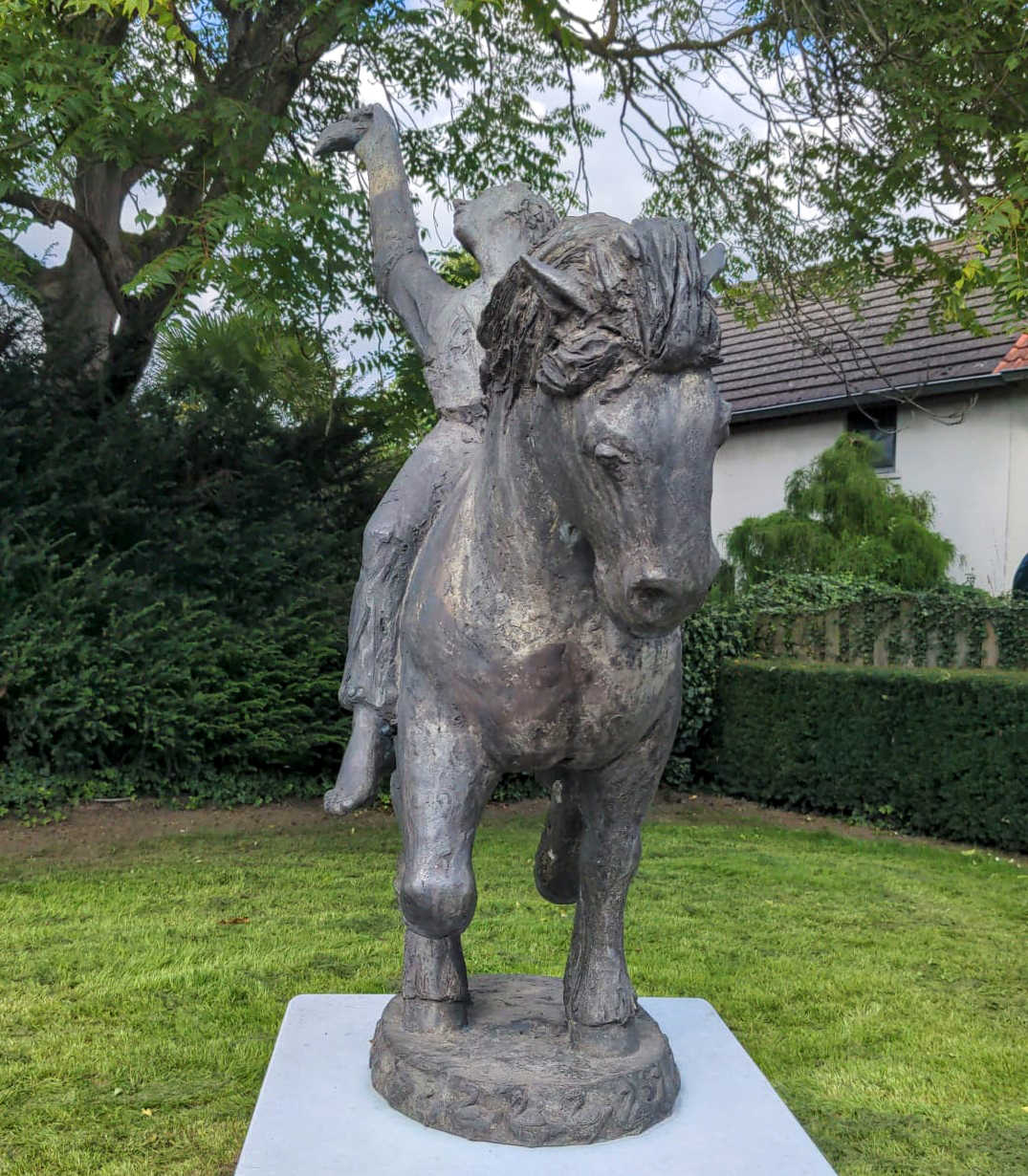
Gansrijden
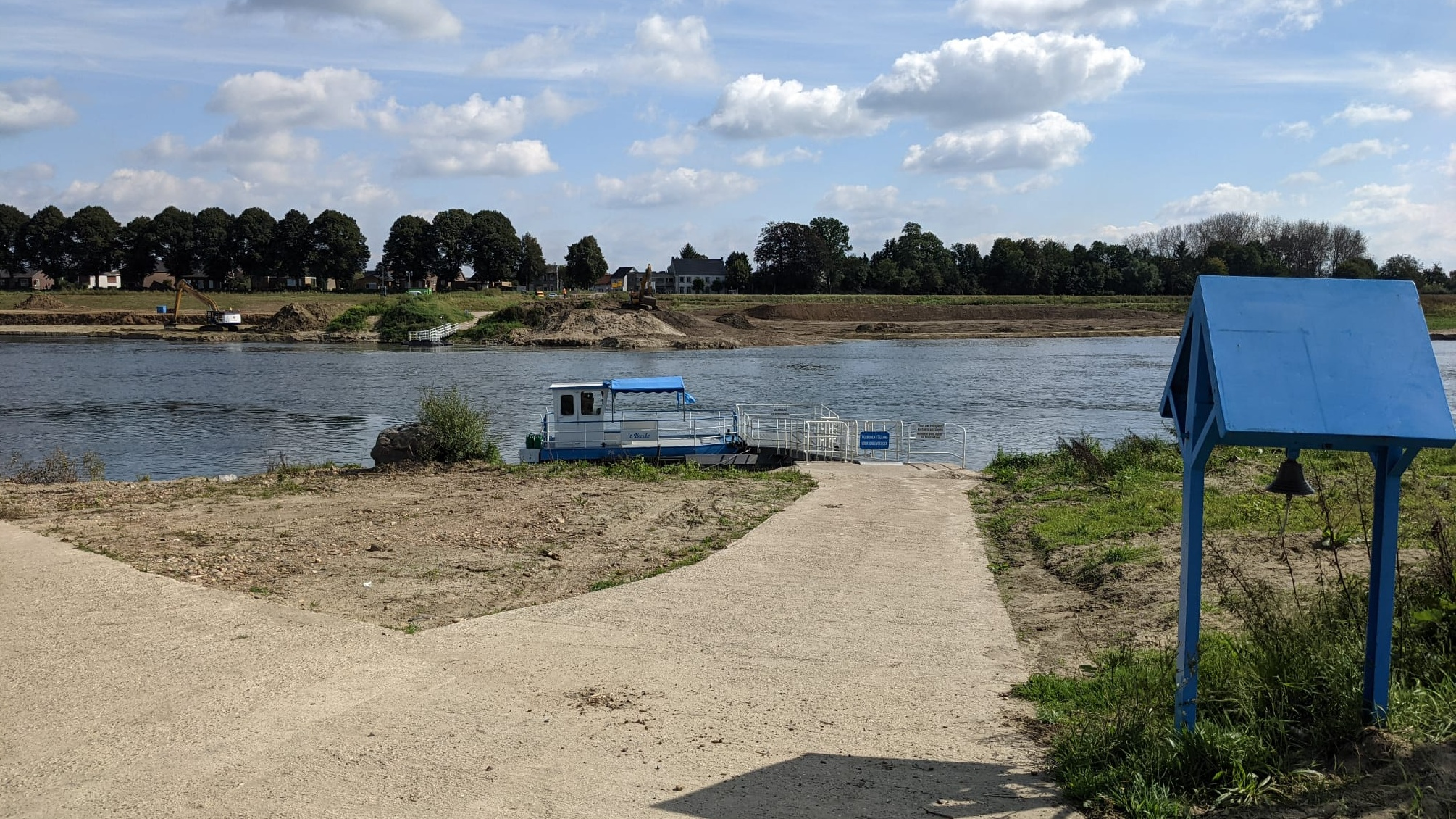
Veer vanaf de Belgische zijde

## Natuur en landschap
Grevenbicht ligt aan de Maas, op een hoogte van ongeveer 31 meter. Langs Grevenbicht stroomt de Kingbeek in noordelijke richting. Ten zuidwesten van Grevenbicht liggen een aantal buitendijkse visvijvers in de Weerd. In het kader van het project Grensmaas wordt de rivierbedding enigszins verbreed.
In het oosten ligt het Julianakanaal van 1934, met brug en Sluizencomplex Born.

## Verenigingen
Grevenbicht heeft een actief verenigingsleven. Het telt enkele tientallen verenigingen, waaronder schutterijen, voetbalverenigingen, harmonieën, zangkoren en muziekverenigingen.
Het dorp heeft twee schutterijen :
- Heilig Kruis Grevenbicht
- Eendracht Papenhoven-Grevenbicht (deze schutterij wist op 13 juli 2013 in Stramproy het Oud Limburgs Schuttersfeest te winnen, waardoor zij in 2014 op 6 juli dit feest mochten organiseren)

Daarnaast kent Grevenbicht twee harmonieën en twee dweilorkesten:
- Kon. Harmonie Aurora Grevenbicht
- Harmonie St. Cecilia Grevenbicht-Papenhoven
- De Roepoepers
- Nuchter Vertroch

Van 1954 tot 1992 beschikte de plaats over het revuegezelschap "Theater Komiek", onder leiding van de zanger Chel Savelkoul.
Er zijn ook meerdere zangkoren: het gemengd kerkelijk zangkoor St. Caecilia, het dameskoor St. Catharina, het Maasland Kozakkenkoor Grevenbicht en de Zanggroep Octetnog.

## Onderwijs
In Grevenbicht is één confessionele basisschool gevestigd, De Kingbeek een fusie in 2015 tussen drie voormalige scholen, de Rooms-katholieke basisscholen Pastoor Franck en Willibrordus en de Protestantse basisschool Ds. Deeleman.

## Varia
- In Grevenbicht wordt als enige plaats in Nederland met carnaval het omstreden ganstrekken beoefend.
- In 2013 werd het eerste autismevriendelijke muziekfestival Bluegrass Beeg genoteerd.
- Over de Maas vaart een voet-fietsveer naar het Belgische Rotem (Dilsen-Stokkem).

## Geboren
- Peter van den Bergh (1963), voetballer
- Rob Bontje (1981), volleyballer
- Chel Savelkoul (1924), troubadour en regisseur

## Nabijgelegen kernen
Rotem (voetveer), Papenhoven, Obbicht, Born, Buchten